# 데이비드 라이머
데이비드 피터 라이머(영어: David Peter Reimer, 1965년 8월 22일 ~ 2004년 5월 5일)는 원치 않은 성 재지정 수술을 받아 여자로 자라다가 결국 자신의 성 정체성을 깨닫고 남자로 다시 성전환 수술을 한 캐나다 사람이다.

## 생애
데이비드 라이머는 캐나다 매니토바주의 위니펙에서 쌍둥이 형제로 태어났다. 어렸을 때 이름은 브루스(Bruce)였고, 쌍둥이 동생의 이름은 브라이언(Brian)이었다. 생후 8개월 때 포경수술을 받던 중 의사가 전기소작기를 잘못 사용하여 음경에 큰 손상을 입자, 부모가 다른 의사와 의논하여 아이를 여자아이로 성전환하였다. 특히 존스 홉킨스 병원의 성 심리학자 존 머니(John Money)의 주장은 부모의 결정에 큰 영향을 끼쳤다. 부모는 그에게 브렌다(Brenda)라는 이름을 새로 지어주고 여자아이처럼 키웠다.
그러나 브렌다 라이머는 자신의 성 정체성 때문에 큰 정신적 혼란을 겪었다. 어려서부터 여자아이처럼 행동하도록 길러졌으나, 남자아이처럼 행동했으며 학교에서도 잘 적응하지 못했다. ‘모든 것이 뒤죽박죽이 된 것 같은’ 느낌을 늘 받는 브렌다는 존 머니 박사의 심리상담을 주기적으로 받았으나, 브렌다에게 도움이 되지 못했다. 그런데도 존 머니는 브렌다는 아무 문제가 없으며 톰보이 기질을 보일뿐이라며 브렌다의 문제를 일축했다.
결국 브렌다 라이머는 자신이 원래는 남자였으나 강제적인 재지정 수술 후 여자로 길러졌다는 사실을 14살때 알게 되었다. 이런 놀라운 사실을 듣자, 자신이 왜 이런 문제를 겪고 있는지 이해할 수 있겠다며 오히려 안심했다고 한다. 브렌다는 주저없이 다시 남성으로 돌아가기로 결정했다.
우여곡절 끝에 다시 남자로 성전환을 하고, 이름도 데이비드(David)로 바꾸었으나 그의 정신적 고통은 계속되었다. 결국 데이비드 라이머의 사례를 통해 ‘성 정체성은 마음대로 바꿀 수 있다’는 학설이 얼마나 오만했는지 밝혀졌으며, 데이비드 라이머는 자신의 사례를 널리 공개해 이런 믿음이 얼마나 위험한지 알리기 위해 많은 노력을 했다. 그러나 자신의 성정체성을 찾으려는 노력에도 불구하고, 결혼 실패, 부모와 불화, 쌍둥이 동생의 자살 등으로 불우한 생을 보내다가, 결국 2004년 5월 5일에 권총자살로 38세의 일기로 짧은 생을 마감했다.

## 영향
브렌다 라이머의 이야기가 알려지면서 성 역할에 대한 사회적 논의가 활발해졌다. 존 머니는 브렌다 라이머의 사례를 '성은 선천적으로 결정되는 것이 아니라 여러 사회적 요인에 의해 결정되는 것일뿐'이라는 주장의 근거로 인용하였고 '인간은 자신의 성을 스스로 선택할 수 있다'는 주장에 힘을 실어주었다. 이에 따라 서구와 북미에서 음경이 지나치게 작거나 기형으로 태어난 아이들, 라이머처럼 전기소작기 때문에 성기가 다 타버린 아이들 대부분이 강제로 성전환 수술을 당하고 여성으로 길러졌다.

## 같이 보기
- 존 머니